# Wildersbach
Wildersbach település Franciaországban, Bas-Rhin megyében. Lakosainak száma 284 fő (2022. január 1.). Wildersbach Natzwiller, Neuviller-la-Roche, Rothau, Solbach és Waldersbach községekkel határos.

## Népesség
A település népessége az elmúlt években az alábbi módon változott:
| Lakosok száma | 303  | 297  | 300  | 291  | 287  | 285  | 284  | 284  | 284  |
|               | 2013 | 2015 | 2016 | 2017 | 2018 | 2019 | 2020 | 2021 | 2022 |